# Placówka Straży Celnej „Kułaczyn”

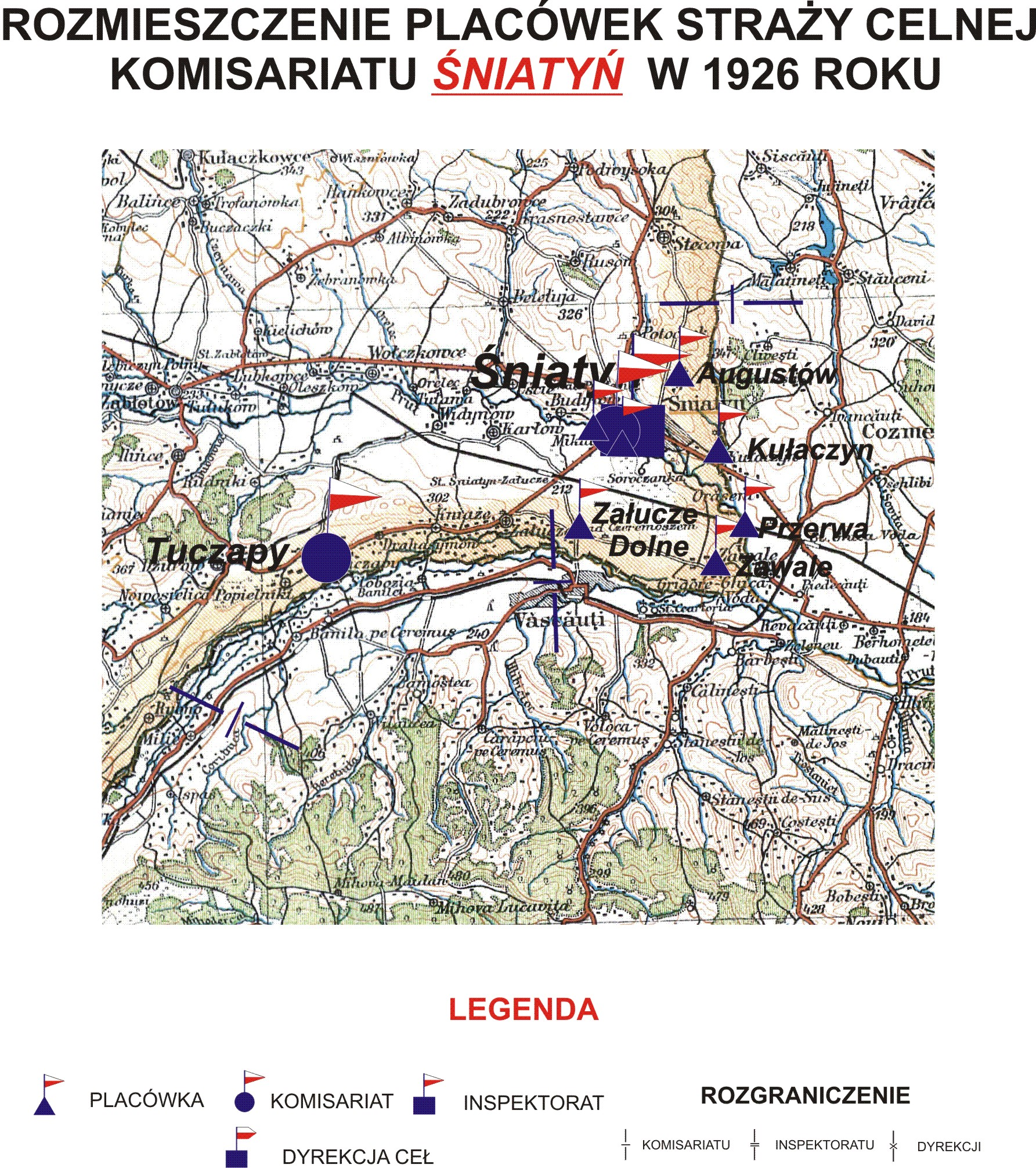
Rozmieszczenie placówek SC komisariatu Śniatyń w 1926

Placówka Straży Celnej „Kułaczyn” – jednostka organizacyjna Straży Celnej pełniąca w okresie międzywojennym służbę ochronną na granicy polsko-rumuńskiej.

## Formowanie i zmiany organizacyjne
Na wniosek Ministerstwa Skarbu, uchwałą z 10 marca 1920 roku, powołano do życia Straż Celną. Jednostki Straży Celnej rozpoczęły przejmowanie odcinków granicy od pododdziałów Batalionów Celnych. W 1921 roku w Śniatyniu stacjonował sztab 4 kompanii 11 batalionu celnego. Kompania wystawiała między innymi placówkę w Kułaczynie. Proces tworzenia Straży Celnej trwał do końca 1922 roku. Placówka Straży Celnej „Kułaczyn” weszła w podporządkowanie komisariatu Straży Celnej „Śniatyn” z Inspektoratu SC „Śniatyn”.
W drugiej połowie 1927 roku przystąpiono do gruntownej reorganizacji Straży Celnej. W praktyce skutkowało to rozwiązaniem tej formacji granicznej. Ochronę północnej, zachodniej i południowej granicy państwa przejęła powołana z dniem 2 kwietnia 1928 roku Straż Graniczna.
Rozkazem nr 5 z 16 maja 1928 roku w sprawie organizacji Małopolskiego Inspektoratu Okręgowego dowódca Straży Granicznej gen. bryg. Stefan Pasławski określił strukturę organizacyjną komisariatu SG „Śniatyn”. Placówka Straży Granicznej I linii „Kułaczyn” znalazła się w jego strukturze.

## Funkcjonariusze placówki
Kierownicy placówki
| stopień    | imię i nazwisko, numer | okres pełnienia służby | kolejne stanowisko |
| ---------- | ---------------------- | ---------------------- | ------------------ |
| przodownik | Andrzej Szybka (128)   | był w 1926             |                    |

Obsada personalna placówki w 1926:
- przodownik Andrzej Szybka (128)
- starszy strażnik Władysław Kowalewski (449)
- starszy strażnik Władysław Kulak (977)
- strażnik Czesław Renecki (567)
- strażnik Walenty Toczek (478)
- strażnik Andrzej Chromiak (489)
- strażnik Stanisław Kociński (546)
- strażnik Stanisław Plęs (513)
- strażnik Andrzej Krowicki (1932)
- strażnik Antoni Kisiel (2113)
- strażnik Bronisław Wojtyna (1917)
- strażnik Tadeusz Raychell (1967)
- strażnik Michał Maciejko (2112)